# Брамер
Брамер (њем. Brammer) општина је у њемачкој савезној држави Шлезвиг-Холштајн. Једно је од 165 општинских средишта округа Рендсбург. Према процјени из 2010. у општини је живјело 401 становника. Посједује регионалну шифру (AGS) 1058027.

## Географски и демографски подаци
Брамер се налази у савезној држави Шлезвиг-Холштајн у округу Рендсбург. Општина се налази на надморској висини од 21 метра. Површина општине износи 13,7 km². У самом мјесту је, према процјени из 2010. године, живјело 401 становника. Просјечна густина становништва износи 29 становника/km².